# Racconto d'autunno (romanzo)
Racconto d'autunno è un romanzo di Tommaso Landolfi pubblicato nel 1947. Dal romanzo è stato tratto l'omonimo film.

## Elementi autobiografici
Il romanzo è stato scritto nel 1946 a Pico, nel palazzo di famiglia, semidistrutto dagli eventi bellici.
L'ambientazione realistica della guerra partigiana lascia il posto a un'intricata vicenda d'amore e morte di ambientazione gotica alla Poe. Un uomo braccato, un'antica dimora, un vecchio misterioso, l'affascinante donna del ritratto, un sotterraneo che nasconde un funesto segreto, e poi la scena centrale, il rituale di negromanzia: ecco alcune delle componenti del libro. Dietro la forma narrativa fantastica, si nasconde la drammatica esperienza autobiografica dell'autore: la morte prematura della madre, il difficile rapporto col padre, la devastazione della casa della sua infanzia. Anche se qui in forma narrativa e fantastica, gli elementi fondamentali del Racconto d'autunno sono gli stessi che si ritroveranno poi nelle successive opere diaristiche: la riflessione sulla morte, la sperimentazione linguistica e la deformazione narrativa.

## Omaggi
Dal Racconto d'autunno di Landolfi ha preso spunto Leonardo Bonetti per la composizione di una quadrilogia delle stagioni che ha visto la pubblicazione, tra il 2009 e il 2012, dei tre romanzi Racconto d'inverno, Racconto di primavera, Racconto d'estate.

## Edizioni
- Firenze, Vallecchi, 1947.
- Firenze, Vallecchi, 1963
- con una introduzione di Carlo Bo, Milano, Rizzoli, 1975.
- (EN)  An autumn story, tradotto da Joachim Neugroschel Hygiene, Colorado, Eridanos press, 1989
- con una introduzione di Carlo Bo, Milano, Rizzoli, 1990.
- a cura di Idolina Landolfi, Milano, Adelphi, 1995.
- Milano, Adelphi, 2005.